# Let 'Em Eat Cake!
Let 'Em Eat Cake! è il primo EP della sleaze glam band, Kill City Dragons, uscito nel 1990 per l'Etichetta discografica Wideboy Records.

## Tracce
1. I Don't Want (Anything From You) (Bang, Von Saint, Tregunna)
2. That Ain't No Lie (Bang, Von Saint)
3. Devil Calling (Tregunna, Stenfors)
4. Fastest Way Down (Von Saint)

## Formazione
- Billy G. Bang - voce
- Steve Von Saint - chitarra
- Dave Tregunna Basso, Voce
- Danny Fury - batteria